# سائول روزنزوایگ
سائول روزنزوایگ (۱۹۰۷–۲۰۰۴) روان‌شناس و درمانگر آمریکایی بود که موضوعاتی مانند واپس‌رانی، روان درمانی و پرخاشگری را مطالعه می‌کرد. روزنزوایگ، که به همراه یکی از نویسندگانش، اولین کسی بود که تلاش کرد تا در یک محیط آزمایشگاهی «واپس‌رانی» را برانگیزد. «حکم پرنده دودو» از ابداعات و ایده‌های اوست.
روزنزوایگ دوست و همکلاسی اسکینر، دکتری خود را از کالج هاروارد در سال ۱۹۳۲ کسب کرد. او قبل از اینکه به عنوان روان‌شناس ارشد در مؤسسه روان‌پزشکی ایالت غربی انتخاب شود، در بیمارستان ایالتی ورستر و دانشگاه کلارک کار می‌کرد. روزنزوایگ از سال ۱۹۴۸ در دانشگاه واشینگتن در سنت لوئیس تدریس کرد تا اینکه در سال ۱۹۷۵ بازنشسته شد.
او در ۹ اوت ۲۰۰۴ در سن ۹۷ سالگی درگذشت